# Miguel Ángel D’Annibale

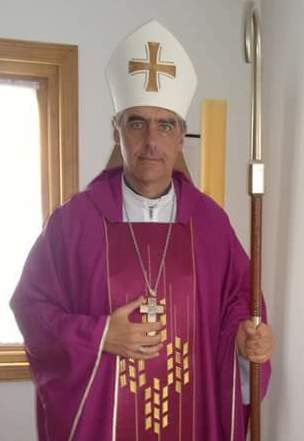
Miguel Ángel D’Annibale

Miguel Ángel D’Annibale (* 27. März 1959 in Buenos Aires; † 14. April 2020 ebenda) war ein argentinischer Geistlicher und römisch-katholischer Bischof von San Martín.

## Leben
Miguel Ángel D’Annibale studierte am Diözesanseminar San Isidro und empfing am 6. Dezember 1985 die Priesterweihe. Er wurde 1986 Pfarrer in der Pfarrei Nuestra Señora del Carmen in Benavidez und 1989 zum Kanzler und Generalsekretär der Diözese San Isidro ernannt, später zum Generalvikar der Diözese San Isidro.
Papst Benedikt XVI. ernannte ihn am 19. Februar 2011 zum Titularbischof von Nasai und zum Weihbischof in Río Gallegos. Die Bischofsweihe spendete ihm der Bischof von San Isidro, Alcides Jorge Pedro Casaretto, am 29. April desselben Jahres; Mitkonsekratoren waren Carlos María Franzini, Bischof von Rafaela, Óscar Vicente Ojea Quintana, Koadjutorbischof von San Isidro, Luis Alberto Fernández, Weihbischof in Buenos Aires, und Juan Carlos Romanín SDB, Bischof von Río Gallegos.
Am 18. April 2012 wurde er zum Apostolischen Administrator und am 21. Februar 2013 zum Bischof von Río Gallegos ernannt.
Am 28. Oktober 2016 ernannte ihn Papst Franziskus zum Mitglied der Kongregation für den Gottesdienst und die Sakramentenordnung.
Papst Franziskus ernannte ihn am 15. Juni 2018 zum Bischof von San Martín. Er war Mitglied der Ständigen Kommission der Argentinischen Bischofskonferenz und Vorsitzender der Liturgiekommission. Sein bischöfliches Motto lautete: „Wie der Vater mich sandte, so sende ich sie“ („Como el padre me envió, yo los envio“).
Miguel Ángel D’Annibale starb im April 2020 an den Folgen einer im Jahr 2009 diagnostizierten chronischen lymphatischen Leukämie (M4).